# Gibsons
Gibsons es un pueblo canadiense situado en la provincia de Columbia Británica.

## Superficie
Gibsons tiene una superficie de 4,31 km².

## Demografía
En 2021, tenía 4758 habitantes, una densidad poblacional de 1103,2 hab./km², y 2482 viviendas.